# Andra konciliet i Nicaea
Andra konciliet i Nicaea inom kristendomen var ett konciliat i staden Nicaea år 787 för att återställa användningen och vördnaden av heliga bilder, ikoner. Där framhöll man  att från och med Guds Sons människoblivande är den kristna kultiska vördnaden för heliga bilder berättigad eftersom denna vördnad bygger på det mysterium som innebär att Guds Son blev människa och i detta mysterium gör den transcendente Guden sig synlig. Det beslutades att man fick vörda bilder, men inte    tillbe eller dyrka dem.